# Eudule bimacula
Eudule bimacula är en fjärilsart som beskrevs av Walker 1854. Eudule bimacula ingår i släktet Eudule och familjen mätare. Inga underarter finns listade i Catalogue of Life.